# Scutopalus trepidus
Scutopalus trepidus är en spindeldjursart som först beskrevs av Kuznetzov och Livshitz 1979.  Scutopalus trepidus ingår i släktet Scutopalus och familjen Cunaxidae. Inga underarter finns listade i Catalogue of Life.